# Tamboicus
Genre
Tamboicus est un genre d'opilions eupnois de la famille des Sclerosomatidae.

## Distribution
Les espèces de ce genre se rencontrent en Amérique.

## Liste des espèces
Selon World Catalogue of Opiliones (29/03/2023) :
- Tamboicus aureopunctatus (Roewer, 1953)
- Tamboicus fuhrmanni Roewer, 1912
- Tamboicus rufus Roewer, 1953

## Publication originale
- Roewer, 1912 : « Beitrag zur Kenntnis der Weberknechte Kolumbiens. Voyage d'exploration scientifique en Colombie. » Mémoires de la Société neuchâteloise des Sciences naturelles, vol. 5, no 2, p. 139–159 (texte intégral).